# Muhammad Šijá as-Súdání
Muhammad Šijá as-Súdání (arabsky محمد شياع السوداني‎; * 4. března 1970 Bagdád) je irácký politik, od října 2022 předseda vlády Iráku. Mezi roky 2014 a 2018 působil jako ministr práce a sociálních věcí ve vládě Hajdara al-Abádího. V minulosti působil jako guvernér Majsánu a starosta města Amára.

## Mládí a vzdělání
Narodil se 4. března 1970 v Bagdádu. Jeho otec pracoval v Irácké zemědělské družstevní bance. Když mu bylo deset let, byl jeho otec a dalších pět členů rodiny popraveno za členství v Islámské straně Da'wa, která byla v té době zakázanou a stavěla se proti tehdejší vládě.
Vystudoval Bagdádskou univerzitu a zúčastnil se povstání v roce 1991, která začala po konci války v Zálivu.

## Politická kariéra

### Předseda vlády
Dne 27. října 2022 jej prezident Abd al-Latíf Rašíd pověřil sestavením vlády, čímž se oficiálně stal předsedou vlády.
V lednu 2023 v rozhovoru pro The Wall Street Journal řekl: „Vojáci USA a NATO, kteří cvičí a pomáhají našim jednotkám v boji proti Islámskému státu, jsou stále potřební. Eliminace Islámského státu potřebuje ještě nějaký čas“.
Týdeník The Economist napsal, že as-Súdání je napojen na Lidové mobilizační síly (PMF) a že za jeho premiérství vzrostl jejich vliv v zemi. As-Súdáního vláda navýšila počet vojáků PMF o 116 000 (celkem tedy 230 000 příslušníků) a stanovila jejich rozpočet na 2,7 miliardy dolarů.
Dne 20. července 2023, v reakci na případy znesvěcení Koránu, odvolal iráckého velvyslance ve Švédsku a jeho protějška.
V říjnu 2023 se setkal s Vladimirem Putinem. Téhož měsíce vyzval v rámci války Izraele s Hamásem k příměří.
V listopadu 2023 při setkání s íránským prezidentem Ebráhímem Raísím označil útok Hamásu na Izrael za „výsledek dlouholeté zločinné politiky sionistického režimu vůči obyvatelům Pásma Gazy“.
Dne 17. února 2024 se v Mnichově setkal s německým kancléřem Olafem Scholzem.
V dubnu 2024 odsoudil izraelský útok na íránský konzulát v Damašku. V témže měsíci také navštívil Spojené státy a setkal se s prezidentem Joe Bidenem. Setkal se také s tureckým prezidentem Recepem Tayyipem Erdoğanem, se kterým podepsal projekt Irácká rozvojová cesta, jehož cílem je propojit Asii s Evropou za pomocí železnic, silnic a přístavů.
V květnu 2024 se v íránském hlavním městě Teheránu zúčastnil pohřbu zesnulého íránského prezidenta Ebráhíma Raísího, který zahynul při havárii vrtulníku.
V září 2024 na zasedání Valného shromáždění OSN odsoudil izraelské nálety na Libanon a setkal se s různými představiteli, kteří s ním diskutovali o bilaterálních vztazích.
Během ofenzívy syrské opozice v prosinci 2024 prohlásil, že „to, co se dnes děje v Sýrii, je v zájmu sionistické entity Izrael, která záměrně bombardovala objekty syrské armády, čímž připravila cestu teroristickým skupinám k ovládnutí dalších oblastí v Sýrii.“